# Kadsijja (dystrykt)
Kadsijja (arab. منطقة قدسيا) – jedna z 10 jednostek administracyjnych drugiego rzędu (dystrykt) muhafazy Damaszek w Syrii. Jest położona w południowej części kraju. Graniczy od wschodu z dystryktami At-Tall i Az-Zabadani, od południa z dystryktem Katana i z muhafazą Damaszek-Miasto, od zachodu z dystryktem At-Tall i z Libanem, a od północy z dystryktem Az-Zabadani. Powstał w 2009 roku w wyniku wydzielenia pewnego obszaru z dystryktów Markaz Rif Dimaszk i Az-Zabadani, dlatego jego liczba ludności nie jest dokładnie znana.
W 2004 roku tworzące go 3 subdystrykty Kadsijja, Ad-Dimas i Ajn al-Fidża zamieszkiwało kolejno 64 412, 21 978 i 19 584 osób, co daje łączną liczbę 105 974.